# Teistična evolucija
Teistična evolucija je prepričanje, da je koncept boga skladen s sodobno znanostjo. Po teistični evoluciji je bog stvarnik vsega materialnega in s tem (po naključju) tudi življenja.
Kljub poudarjanju skladnosti znanosti in koncepta boga teistična evolucija (kot vse veje kreacionizma) ni znanstvena teorija.

## Pogledi na evolucijo
Teistična evolucija na evolucijo gleda kot na božje orodje za ustvarjanje živih bitij. Domneve o božjem posegu v evolucijo pokrivajo širok razpon, od interpretacije vsake vrzeli biološkega življenja kot božji poseg do deistične skoraj popolne odsotnosti kakršnihkoli posegov. Prav tako je prisotno prepričanje podobno progresivnemu kreacionizmu, da je bog ustvaril le začetne oblike življenja. Od privržencev teistične evolucije jih mnogo vidi kot božji poseg tudi obstoj človeka.